# Championnat du Kosovo de football 2016-2017
Navigation
Édition précédente Édition suivante
La Superliga du Kosovo 2016-2017 est la 18e édition du Championnat du Kosovo de football. La saison a débuté le 19 août 2016. Un total de 12 équipes s'affrontent trois fois chacun contre tous totalisant 33 matchs.

## Equipes participantes
| Equipe        | Ville     | Stade                        | Capacité |
| ------------- | --------- | ---------------------------- | -------- |
| KF Feronikeli | Drenas    | Rexhep Rexhepi               | 7 000    |
| KF Hajvalia   | Gračanica | Stadiumi Kizhnicë            | 2 000    |
| KF Trepça'89  | Mitrovicë | Riza Lushta Stadium          | 12 000   |
| KF Besa       | Pejë      | Shahin Haxhiislami Stadium   | 8 500    |
| KF Gjilani    | Gjilan    | Gjilan City Stadium          | 6 000    |
| KF Llapi      | Podujevë  | Zahir Pajaziti City Stadium  | 2 000    |
| KF Liria      | Prizren   | Përparim Thaçi               | 15 000   |
| FC Prishtina  | Pristina  | Agron Rama                   | 10 000   |
| KF Drenica    | Skenderaj | Bajram Aliu Stadium          | 2 000    |
| KF Drita      | Gjilan    | Gjilan City Stadium          | 6 000    |
| KF Trepça     | Mitrovicë | Olympic Stadium Adem Jashari | 18 200   |
| KF Ferizaj    | Ferizaj   | Ismet Shabani Stadium        | 2 000    |

## Classement
| Rang | Équipe                | Pts | J  | G  | N  | P  | Bp | Bc | Diff |
| ---- | --------------------- | --- | -- | -- | -- | -- | -- | -- | ---- |
| 1    | KF Trepça'89          | 77  | 33 | 24 | 5  | 4  | 72 | 24 | +48  |
| 2    | FC Pristina           | 72  | 33 | 62 | 6  | 5  | 46 | 18 | +28  |
| 3    | KF Llapi Podujeve     | 68  | 33 | 21 | 5  | 7  | 44 | 30 | +14  |
| 4    | KF FeronikeliT        | 65  | 33 | 20 | 5  | 8  | 61 | 27 | +34  |
| 5    | KF Gjilan             | 48  | 33 | 13 | 9  | 11 | 36 | 28 | +8   |
| 6    | KF Besa               | 47  | 33 | 13 | 8  | 12 | 42 | 39 | +3   |
| 7    | KF Drenica            | 40  | 33 | 10 | 10 | 13 | 37 | 47 | -10  |
| 8    | KF Liria              | 37  | 33 | 7  | 5  | 12 | 37 | 49 | -12  |
| 9    | KF Drita              | 35  | 33 | 10 | 7  | 16 | 41 | 39 | +2   |
| 10   | KF FerizajP           | 31  | 33 | 6  | 13 | 14 | 24 | 36 | -12  |
| 11   | KF TrepçaP            | 23  | 33 | 5  | 8  | 20 | 37 | 64 | -27  |
| 12   | KF Hajvalia Gracanica | 7   | 33 | 1  | 4  | 28 | 12 | 87 | -75  |

Qualifications européennes
Ligue des champions 2017-2018
- 1er tour de qualification

Ligue Europa 2017-2018
- 1er tour de qualification

Relégation
Abréviations
T : Tenant du titre

C : Vainqueur de la Coupe du Kosovo

P : Promu

### Barrages Maintien-Promotion
Le neuvième et le dixième disputent un match de barrage pour le maintien ou la promotion.
le 4 juin 2017 : KF Drita - KF Dukagjini 2-1
le 3 juin 2017 : KF Ferizaj - Vllaznia Pozheran 1-1 (2-3 aux pénalties)
KF Drita se maintient, Vllaznia Pozheran est promu en Superliga en compagnie de KF Flamurtari et KF Vellaznimi Gjakove

### Meilleurs buteurs
mise à jour 28 Mai 2017
| Rang | Joueur             | Club         | Buts |
| ---- | ------------------ | ------------ | ---- |
| 1    | Otto John          | KF Trepça'89 | 27   |
| 2    | Florent Hasani     | KF Trepça'89 | 16   |
| 3    | Granit Arifaj      | KF Drenica   | 14   |
| 4    | Basit Abdul Khalid | FC Pristina  | 13   |
| 5    | Betim Haxhimusa    | KF Gjilan    | 11   |
| 5    | Qemail Elshani     | KF Besa      | 11   |